# La Liga Filipina
La Liga Filipina (letterlijk 'De Filipijnse bond') was een Filipijnse geheime organisatie. De Liga werd opgericht door José Rizal in het huis van Doroteo Ongjunco in Ilaya Street, Tondo (Manilla) op 3 juli 1892. De organisatie ontstond uit de hervormingsbewegingen La Solidaridad en de Propagandabeweging.
Het doel van La Liga Filipina was om een nieuwe groep op te bouwen die de mensen rechtstreeks bij de hervormingsbeweging wilde betrekken. De bond moest een soort wederzijdse hulp- en zelfhulpmaatschappij zijn die studiebeurzen en rechtsbijstand verstrekte, geld leende en coöperaties oprichtte. De bond werd een bedreiging voor de Spaanse autoriteiten waarop ze Rizal arresteerden op 6 juli 1892 in Dapitan. Tijdens de ballingschap van Rizal werd de organisatie inactief, hoewel ze door de inspanningen van Domingo Franco en Andres Bonifacio werd gereorganiseerd. De organisatie besloot haar steun te betuigen aan La Solidaridad en de hervormingen die deze bepleitte, geld in te zamelen voor de krant en de kosten te dekken van afgevaardigden die hervormingen voor het land bepleitten bij de Spaanse Cortes. Uiteindelijk, na enige verwarring in de leiding van de groep, ontbond de Hoge Raad van de Liga de vereniging.  De  leden van de Liga splitsten zich op in twee groepen: de conservatieven vormden de Cuerpo de Compromisarios, die beloofden de La Solidaridad te blijven steunen, terwijl de radicalen onder leiding van Bonifacio zich wijdden aan een nieuw en geheim genootschap, de Katipunan.